# Comuna Koonga
Koonga este o comună (vald) din Comitatul Pärnu, Estonia. Cuprinde 41 localități (sate). Reședința comunei este satul Koonga.